# Мускарин
Мускарин, мускарін (англ. Muscarine, лат. Muscarinum; хім. формула: C9H20NO2+) — отруйний алкалоїд, що міститься в базидіомікотових грибах, зокрема в родах Inocybe та Clitocybe, особливо в смертельно отруйному C. dealbata. Також виявлено наявність мускаріну в грибах родів Entoloma та Mycena, які також можуть бути небезпечними при вживанні. Мускарин міститься у безпечних кількостях в грибах родів Boletus, Hygrocybe, Lactarius та Russula. Певну кількість мускаріну можна знайти в грибах Amanita muscaria, хоча фармакологічно більш значущим сполукою з цього гриба є алкалоїд мусцимол. Плодові тіла A. muscaria містять різні дози мускаріну, зазвичай близько 0,0003% від свіжої маси. Це дуже низька концентрація, і симптоми токсичності виникають дуже рідко. У грибах родів Inocybe та Clitocybe концентрація мускаріну може сягати до 1,6%.
Селективний агоніст мускаринових ацетилхолінових рецепторів, які знаходяться в основному в нейронно-органних синапсах парасимпатичної частини вегетативної нервової системи.

## Історія
Назва "мускарін" походить від латинської назви Мухомору червоного — Amanita muscaria, з якого вона була вперше вивчена німецькими хіміками Освальдом Шмідебергом і Ріхардом Коппе в Університеті Тарту, які опублікували свої відкриття у 1869 році. Специфічна назва гриба, в свою чергу, походить від латинського "musca" — муха, оскільки гриб часто використовувався для привертання і ловлі мух, отже і його загальна назва — "мухомор".
Мускарін був першою речовиною, яку вивчали як парасимпатоміметик. Він викликає активацію периферійної парасимпатичної нервової системи і може призвести до кровообігового колапсу та смерті. Будучи четвертинною амонієвою сіллю, мускарін менше повністю всмоктується з травного тракту, ніж третинні аміни, і не перетинає гематоенцефалічний бар'єр. Агоністи мускаринових рецепторів активують мускаринові рецептори, тоді як агоністи нікотинових рецепторів активують нікотинові рецептори. Обидві це прямодіючі холіноміметики; вони виробляють свої ефекти, зв'язуючись та активуючи холінергічні рецептори. Кінцевий доказ структури був наданий Францем Єллінеком і його колегами в 1957 році за допомогою аналізу розсіювання рентгенівських променів; Єллінек подалі описав тривимірну структуру молекули, використовуючи хлорид мускаріну. Ці нові відкриття започаткували дослідження фармакології мускаріну та мускаріноподібних речовин, які структурно пов'язані з ацетилхоліном.

## Структура

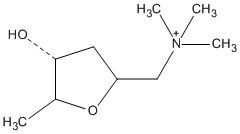
Рисунок 1. Структурна формула 2S-мускарину

Незважаючи на менш гнучку структуру через п'ятичленне кільце у молекулярному скелеті, мускарін імітує функцію природного нейромедіатора ацетилхоліну, одного з основних нейромедіаторів у парасимпатичній частині автономної нервової системи. За винятком кисню з подвійним звʼязком, вся структура ацетилхоліну присутня в правому нижньому куті мускаріну (див. рисунок 3).

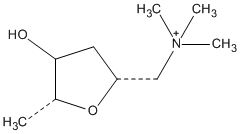
Рисунок 2. Структурна формула 2R-мускарину

Рисунок 3. Структура ацетилхоліну

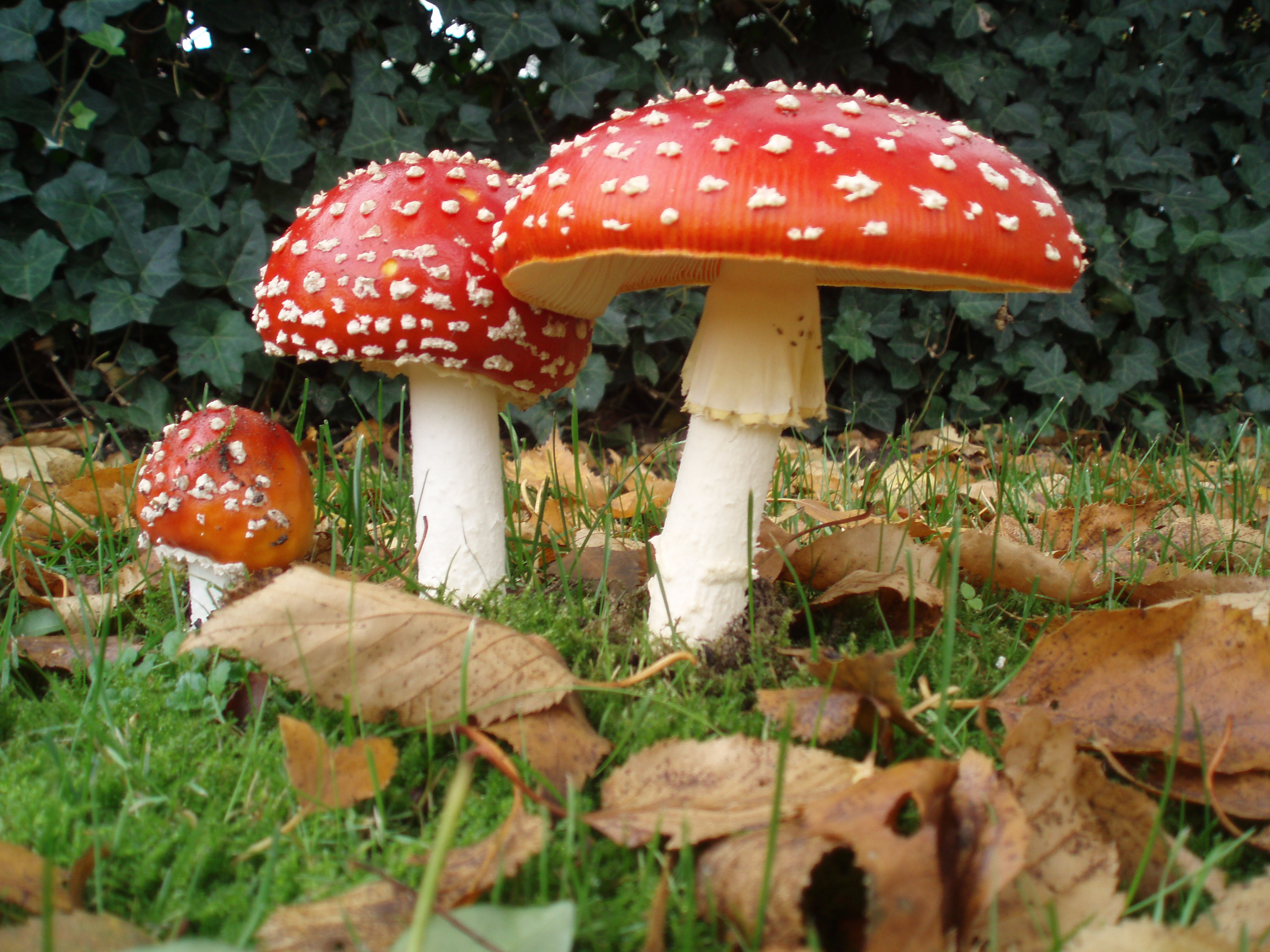
Мухомор червоний (лат. Amanita muscaria)

Існують дві зеркальні форми мускаріну, які мають назви: 2S-мускарін та 2R-мускарін (див. рисунок 1 та 2 відповідно).

### Ефективний спосіб синтезу (+)-мускарину
Схема нижче показує дуже ефективний метод синтезу (+)-мускаріну згідно з науковцями Чана і Лі в журналі "Canadian Journal of Chemistry" у 1992 році. S-(−)-Етіловий лактат (2) (рисунок 4) перетворюється в 2,6-дихлорбензиловий етер (3). Редукція 2,6-дихлорбензилового етеру диізобутилалюмінієвим гідридом (DIBAL) дає альдегід (4). Обробка альдегіду бромідом алілу і цинковим порошком у воді з NH4Cl як каталізатор призводить до утворення суміші, 5a і 5b. Обробка 5a йодом в CH3CN при 0 °C дає циклізований продукт 6a. Нарешті, обробка 6a з великою кількістю триметиламіну в етанолі дає (+)-мускарін (2S,4R,5S). Аналогічна послідовність реакцій з 5b дає (+)-епімускарін (7).

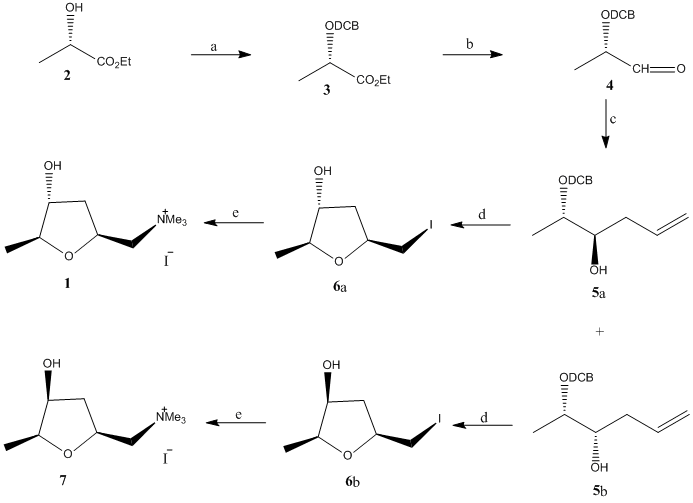
Рисунок 4. Схема синтезу (+)-мускарину.

### Інші способи синтезу
Мускарин може бути синтезований різними способами з абсолютно різних речовин , зокрема з 2,5-диметил-3-карбоксиметилфлурану. 
Такий синтетичний підхід важливий для наукового дослідження та промислового використання, оскільки надає можливість ефективного отримання цієї біологічно активної речовини для подальших досліджень чи виробництва. При цьому, оптимізація та контроль умов синтезу грають важливу роль у забезпеченні ефективності та безпеки процесу.

## Фармакологія

### Фармакодинаміка
Мускарін імітує дію нейромедіатора ацетилхоліну, активуючи мускаринові рецептори ацетилхоліну. Ці рецептори отримали назву від мускаріну для відмінності від інших рецепторів ацетилхоліну (нікотинові рецептори), які порівняно менше реагують на мускарін. Існують п'ять різних типів мускаринових рецепторів: M1, M2, M3, M4 і M5. Більшість тканин експресують суміш підтипів. Підтипи M2 та M3 передають мускаринові відповіді в периферійних нервових тканинах. Підтипи M1 та M4 є більш розповсюдженими у мозку та вегетативних гангліях. Рецептори з непарними номерами, M1, M3 та M5, взаємодіють з Gq-білками для стимулювання гідролізу фосфоінозитидів та вивільнення внутрішньоклітинного кальцію. Навпаки, рецептори з парними номерами, M2 та M4, взаємодіють з Gi-білками для інгібування аденілатциклази, що призводить до зменшення внутрішньоклітинної концентрації циклічного аденозинмонофосфату (cAMP). Більшість агоністів для мускаринових рецепторів не є селективними для підтипів.
Мускаринові рецептори також передають сигнали через інші шляхи, наприклад, через вплив на комплекс G-βγ калієвих каналів. Це дозволяє мускаріну впливати на клітинну збудливість за допомогою потенціалу мембрани.

## Метаболізм
Існує обмежена кількість досліджень, присвячених метаболізму мускаріну в організмі людини, що свідчить про обмеженість нашого розуміння взаємодії цієї сполуки з організмом. Незважаючи на великий обсяг досліджень у галузі метаболізму ацетилхоліну ацетилхолінестеразою, не було виявлено, що мускарін піддається метаболізму цим ферментом. Це, з свого боку, частково пояснює потенційну токсичність цієї сполуки, оскільки відсутність ефективного розщеплення може призводити до накопичення в організмі.
Мускарін, як легко розчинна у воді речовина, може легко циркулювати в системі кровообігу. Найбільш імовірним шляхом виведення мускаріну з крові вважається виділення через нирки; у кінцевому підсумку він екскретується з організму через сечу. Деталі цього виведення можуть залежати від різноманітних факторів, таких як обсяг споживання мускаріну, функціональність нирок та інші індивідуальні характеристики пацієнта.
Загальна відсутність вичерпних даних щодо метаболізму мускаріну в людини підкреслює необхідність подальших досліджень для повного розуміння його фармакокінетики та взаємодії з організмом.

## Медичне застосування
Мускаринові агоністи використовуються як лікарські засоби для лікування глаукоми, післяопераційної кишкової непрохідності, вродженого мегаколона (порушення розвитку, що характеризується збільшенням товстої кишки), ішурії (затримка сечі) та ксеростомії (синдром сухого рота). Важливо враховувати, що застосування мускарину має певні обмеження і протипоказано у ряді медичних станів.
Мускарин протипоказаний людям із захворюваннями, які можуть зробити їх чутливими до парасимпатичної стимуляції. Це включає людей з астмою або хронічною обструктивною хворобою легень (ХОЗЛ), а також тих, хто має виразку шлунка. Крім того, мускарин обережно або не призначається пацієнтам з непрохідністю кишечника або сечового тракту, оскільки він може погіршити непрохідність, що може призвести до підвищення тиску і, в кінцевому підсумку, до перфорації, тобто проколення стінки органу.
Ці обмеження використання мускарину визначаються його впливом на парасимпатичну нервову систему та можливими небажаними ефектами в конкретних медичних умовах.

## Ефективність дії
Ефективність дії мускаріну на мускариновий ацетилхоліновий рецептор часто порівнюється з ацетилхоліном, нейромедіатором, який зазвичай взаємодіє з цим рецептором. У більшості випадків чистий мускарін вважається більш потужним, його дія завжди повільніша, але триваліша, ніж у випадку ацетилхоліну. Одним з можливих пояснень для цього тривалого ефекту мускаріну може бути те, що він може не піддаватися гідролізу ацетилхолінестеразою в синаптичній щілині.  Ацетилхолінестераза є ферментом, відповідальним за розкладання ацетилхоліну і припинення його сигнальної активності на синапсі. Якщо мускарін менше піддається гідролізу, він може залишатися активним на більш тривалий період, сприяючи подовженню його ефектів.

## Отруйність
Симптоми отруєння здебільшого з'являються через 15-30 хвилин після вживання грибів: підвищене слиновиділення, потовиділення і сльозовиділення, лактація (у вагітних жінок), сильне блювання і пронос. Окрім того, можуть спостерігатися порушення зору, нерегулярний пульс, зниження кров'яного тиску, важке дихання. 
Отруєння мускаріном характеризується міозом, розмитим зором, збільшеним слиновиділенням, надмірним потовиділенням, слізотечею, бронхоспазмом, брадикардією, болем в животі, збільшеним виділенням шлункового соку, діареєю та поліурією. Якщо мускарін потрапляє в мозок, він може викликати тремор, судоми та гіпотермію. Серцеві шлуночки містять мускаринові рецептори, які передають зниження сили скорочення, що призводить до зниження кров'яного тиску. Якщо мускарін вводиться внутрішньовенно, це може спричинити гострий серцевий недостаток з серцевим зупиненням.
Симптоми отруєння грибами, багатими на мускарін, особливо Inocybe, дуже характерні: симптоми починаються рано, через чверть-два години, з головним болем, нудотою, блювотою та відчуттям стискання глотки. Потім виникає слиновиділення, слізотеча та потіння, поєднане із міозом, порушенням акомодації ока та зниженням зору. Разом із діарею може виникати більне прагнення до сечовипускання. Бронхоспазм призводить до астматичних нападів і важкого диспное, а брадикардія в поєднанні з вираженими гіпотензією та вазодилатацією (релаксації гладкої мускулатури у стінках кровоносних судин) призводить до циркуляторного шоку. Смерть через 8-9 годин була зафіксована в близько 5% випадків, але може бути повністю уникнута швидким введенням препаратів антихолінергічної дії внутрішньовенно або внутрішньом'язово.

## Протиотрута
Протиотрутою для мускарину є блокатор мускаринових рецепторів атропін. Атропін, подібно до мускаріну, є алкалоїдом, але, на відміну від мускаріну, він є антагоністом мускаринових рецепторів. Таким чином, він інгібує ефекти ацетилхоліну. Мускаринові антагоністи розширюють зіницю та розслаблюють циліарний м'яз, використовуються в лікуванні запального увеїту та пов'язані з глаукомою. Їх також використовують для лікування сечової недостатності та захворювань, що супроводжуються гіпермоторикою кишок, таких як синдром подразненого кишечника. Мускаринові антагоністи часто називають парасимпатолітиками, оскільки вони мають такий же ефект, як агенти, які блокують постгангліонічні парасимпатичні нерви.